# Musik aus Zeit und Raum
Musik aus Zeit und Raum ist der Titel einer Kompilation mit Stücken des Musikers Jean-Michel Jarre. Die Zusammenstellung erschien im Jahr 1983 auf Langspielplatte und Musikkassette.

## Veröffentlichung
Das Album wurde im Jahr 1983 in der Bundesrepublik Deutschland (BRD) von Polydor und im Jahr 1984 – als Übernahme von der Deutsche Grammophon GmbH Hamburg – in der Deutschen Demokratischen Republik (DDR) von Amiga vertrieben.
Erschien das Album zunächst auf Langspielplatte und Musikkassette, kamen später auch Ausgaben auf Compact Disc dazu.

## Artwork
Das Cover des Albums zeigt auf der Vorderseite vor dem Hintergrund von Himmel über Meer eine langhaarige Frau, die sich eine große Muschel an das linke Ohr hält. Über ihr steht in Versalien der Albumtitel „Musik aus Zeit und Raum“ sowie, in normaler Schrift, der Name des Musikers, „Jean-Michel Jarre“. In das Bild eingefügt ist ein Kabelbund, bestückt mit elektronischen Bauteilen, der sich weit um den Hals der Frau schwingt.
Die Rückseite des Albums wurde in zwei verschiedenen Varianten aufgelegt. Allen Versionen eigen ist ein frontal in die Kamera schauendes Gesicht, im Hintergrund ist wieder Meer zu sehen. Auch hier steht in Versalien der Albumtitel „Musik aus Zeit und Raum“ sowie, in normaler Schrift, der Name des Musikers, „Jean-Michel Jarre“. Die für den westdeutschen Markt aufgelegten Platten weisen auf der Rückseite der Cover dann jeweils links die Titel der Seite 1 und rechts die Titel der Seite 2 auf. Die für den ostdeutschen Markt gestaltete Albumcoverrückseite listet alle Titel des Albums auf der linken Seite, während ein großer Teil einen längeren, von André Ruschkowski verfassten Text über elektronische Musik und speziell über Jean-Michel Jarre enthält.

## Titelliste
Auf der Zusammenstellung sind Titel von den Alben Oxygène, Equinoxe und Magnetic Fields sowie die Single Arpegiator enthalten.
Seite 1
- Oxygène IV (3:50)
- Equinoxe Part V (3:50)
- Oxygène II (2:46)
- Magnetic Fields Part II (3:50)
- Arpegiator (6:53)
- Magnetic Fields Part I (2:50)

Seite 2
- Orient Express (3:55)
- Equinoxe Part IV (3:30)
- Oxygène VI (4:30)
- Magnetic Fields Part IV (3:17)
- Equinoxe Part III (3:09)
- Equinoxe Part I (2:15)
- Magnetic Fields Part V (3:28)

Die Langspielplatte sowie Musikkassette enthielten die Titel in den Singleversionen, die später aufgelegte Compact Disc in den Albumversionen.

## Charts und Chartplatzierungen
In Deutschland schaffte es das Album auf Platz drei der Charts, in denen es sich 14 Wochen halten konnte, sechs Wochen davon in den Top 10. 1983 belegte es Rang 41 der Album-Jahrescharts. In Österreich platzierte sich das Album vier Halbmonatsausgaben in den Charts und erreichte mit Rang fünf seine beste Platzierung.
| ChartsChartplatzierungen | Höchstplatzierung | Wochen/ Monate |
| ------------------------ | ----------------- | -------------- |
| Deutschland (GfK)        | 3 (14 Wo.)        | 14 Wo.         |
| Österreich (Ö3)          | 5 (2 Mt.)         | 2 Mt.          |

| ChartsJahrescharts (1983) | Platzierung |
| ------------------------- | ----------- |
| Deutschland (GfK)         | 41          |